# نسینگتون
نسینگتون (به انگلیسی: Nassington) یک روستا و محله مدنی در بریتانیا است که در East Northamptonshire واقع شده‌است. نسینگتون ۸۲۷ نفر جمعیت دارد.